# AT2018cow

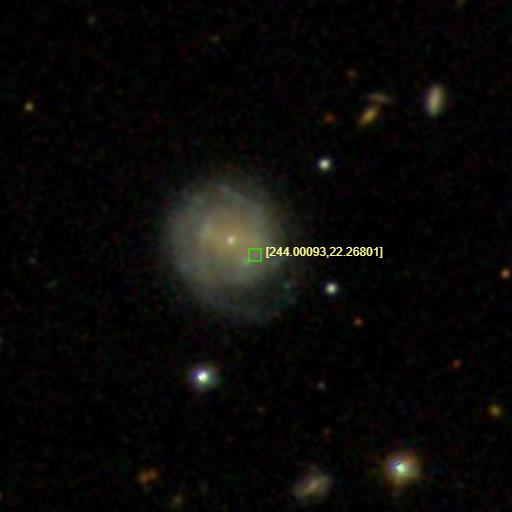
Наднова AT2018cow

AT2018cow (ATLAS18qqn, SN 2018cow) — великий, швидко розширюваний астрономічний спалах (на момент відкриття Видима зоряна величина m = 14,739), розташування якого збігається з галактикою CGCG 137-068 в сузір'ї  Геркулеса. Виявлено в 10:35:02 UTC 16 червня 2018 року телескопами системи by  ATLAS_1 в обсерваторії Халеакала на Гаваях. Спалах могла породити катаклізмічна змінна зоря (CV), гамма-спалах (GRB), гравітаційна хвиля (GW), наднова (SN) або якийсь інший об'єкт. За яскравістю і швидкістю цей спалах астрономи характеризують як вкрай незвичайний. Він викликав великий інтерес в середовищі астрономів світу — принаймні 18 великих телескопів спостерігали спалах, що є рекордом для аналогічних явищ.
Станом на 22 червня 2018 року явище вважалося надновою, отримало назву SN 2018cow і було віднесено до класу SN Ic-BL. Однак природа спалаху залишається невідомою, оскільки при радіоактивному розпаді нікелю, що є звичайним механізмом у спалахах наднових, не спостерігається такої яскравості.
25 червня 2018 року в The Astronomer's Telegram з'явилося повідомлення про швидке зменшення яскравості з 19 червня; в цілому гладкий спектр узгоджується з можливою природою спалаху у вигляді Ic-BL SNe або гамма-спалаху, але є ряд відмінностей, внаслідок чого природа спалаху залишається нез'ясованою.

## Інтернет-ресурси
- Asteroid Terrestrial-impact Last Alert System (ATLAS) WebSite [Архівовано 27 червня 2018 у Wayback Machine.]
- NASA Planetary Defense Coordination Office (17 January 2018) [Архівовано 23 лютого 2020 у Wayback Machine.]
- CGCG 137—068 galaxy [Архівовано 25 січня 2019 у Wayback Machine.] — NASA/IPAC Extragalactic Database (NED)
- SN 2018cow image/location [Архівовано 24 червня 2018 у Wayback Machine.] — Transient Name Server (TNS)
- AT2018cow image/location [Архівовано 28 червня 2018 у Wayback Machine.] (http://astro.vanbuitenen.nl [Архівовано 25 червня 2018 у Wayback Machine.])
- Image of AT2018cow [Архівовано 23 червня 2018 у Wayback Machine.] (RochesterAstronomy.org)
- Images of AT2018cow [Архівовано 25 червня 2018 у Wayback Machine.] (RochesterAstronomy.org)
- Images of AT2018cow (Google images)
- Images of Supernova 2018cow (Google images)

- AT2018cow webpage [Архівовано 24 червня 2018 у Wayback Machine.] on the Transient Name Server
- AT2018cow webpage [Архівовано 28 червня 2018 у Wayback Machine.] at Vanbuitenen.nl
- AT2018cow webpage [Архівовано 25 червня 2018 у Wayback Machine.] by the Astronomy Section Rochester Academy of Science
- CGCG 137—068 webpage [Архівовано 25 січня 2019 у Wayback Machine.] at the NASA/IPAC Extragalactic Database
- AT2018cow images from 21 June 2018 [Архівовано 7 квітня 2022 у Wayback Machine.] by Cedric Raguenaud